# 구글 프로그래머블 검색 엔진
구글 프로그래머블 검색 엔진(Google Programmable Search Engine, 이전 이름: 구글 커스텀 서치/Google Custom Search, Google Co-op)은 웹 개발자들이 웹 검색 내 특수 정보를 특징짓고, 쿼리를 정제하고 분류하며 맞춤식 검색 엔진을 만드는 것을 가능케 하는, 구글 검색 기반으로 구글이 제공하는 플랫폼이다. 이 서비스를 통해 사용자들은 11,500,000,000개의 인덱싱된 웹페이지를, 개발자의 필요에 의거하여 더 작은 그룹의 페이지로 좁힐 수 있게 한다. 구글은 2006년 10월 23일 이 서비스를 런칭했다.